# بيتر ووكر (عسكري)
بيتر ووكر (بالإنجليزية: Peter Walker)‏ هو طيار مقاتل وضابط بريطاني، ولد في 29 سبتمبر 1949 في Rowley Regis ‏ في المملكة المتحدة، وتوفي في 6 سبتمبر 2015.